# Matsuichi Yamada
Matsuichi Yamada (jap. 山田 松市 Yamada Matsuichi; ur. 21 lutego 1961) – japoński piłkarz występujący na pozycji pomocnika.

## Kariera piłkarska
Od 1983 do 1990 roku występował w klubie Honda FC.

## Kariera trenerska
Po zakończeniu piłkarskiej kariery pracował jako trener w Shonan Bellmare.